# Юсковяк, Эрих
Э́рих Юско́вяк (нем. Erich Juskowiak; 7 сентября 1926, Оберхаузен — 1 июля 1983, Дюссельдорф) — немецкий футболист польского происхождения, защитник. Участник чемпионата мира 1958. Первый игрок немецкой сборной, удаленный с поля (полуфинал ЧМ-1958 Германия — Швеция).

## Достижения
- 4 место на Чемпионате мира 1958